# Ignaz Assmayer
Ignaz Assmayer (Salisburgo, 11 febbraio 1790 – Vienna, 31 agosto 1862) è stato un compositore austriaco.
Durante la sua vita scrisse quindici messe, due requiem, un Te Deum e diversi oratori, tra cui Das Gelübde, Saul und David, e Sauls Tod.

## Biografia
Ignaz Assmayer fu allievo di Andreas Brunmayer, di Michael Haydn e, a Vienna, di Joseph von Eybler e di Antonio Salieri. Nel 1808 diventò organista a Salisburgo, dove scrisse il suo oratorio Die Sündfluth (Il diluvio) e Worte der Weihe. Nel 1815 diventò direttore del coro della Schottenkirche di Vienna e nel 1825 organista principale.